# David Brandl
David Karl Brandl, född 19 april 1987, är en österrikisk simmare med frisim som specialitet.

## Simkarriär

### Olympiska spelen
Han deltog i de Olympiska sommarspelen 2008 på distansen 400 frisim och i lagkapp 4 x 200 meter frisim.